# 1975年3月10日国鉄ダイヤ改正
1975年3月10日国鉄ダイヤ改正（1975ねん3月10かこくてつダイヤかいせい）では、日本国有鉄道（国鉄）が1975年（昭和50年）3月10日に実施したダイヤ改正について記す。この時、山陽新幹線が全線開業した。
関係者や鉄道ファンの間での通称は「ゴーマルサン」（50・3）。

## ダイヤ改正の背景
1972年（昭和47年）3月15日に「ひかりは西へ」のキャッチフレーズのもと山陽新幹線が岡山駅まで開業した後も、以西の工事は続けられ、当初の予定どおり1975年（昭和50年）3月に博多駅までの全線開業が決定した。
このダイヤ改正は当然ながら山陽新幹線中心の列車連絡網を構築したもので、山陽本線では大規模な列車削減が行われることになった。なお、山陽新幹線が全通したことに対するキャッチコピーは「ひかりライン」であった。

## 改正の内容

### 山陽新幹線
基本的には岡山開業時のダイヤを引き継ぐ形とされ、東海道新幹線からの直通列車のない早朝深夜の時間帯を除いて「こだま」は運転されず、東京駅から直通する一部の「ひかり」に「こだま」の役割を担わせることとした。新大阪 - 博多間運転で岡山駅・広島駅・小郡駅（一部：現在の新山口駅）・小倉駅のみ停車する「Wひかり」、同区間運転で新神戸駅・姫路駅・岡山駅以西の各駅に停車する「Aひかり」、岡山駅までの運転で山陽新幹線区間の全駅に停車する「Bひかり」の3タイプの列車が設定された。ただし、少数ではあるが、徳山駅・新下関駅に停車する「Wひかり」や、岡山以西へ運転される「Bひかり」も存在した。なお、山陽新幹線においては「こだま」も「ひかり」と同一の編成（H編成）が使用された（ただし、「こだま」では食堂車およびビュフェは営業休止）。また、三原 - 博多間では地盤が完全に固まっていない区間が存在することから最高速度が制限され、それが解除されてスピードアップが図られるのは1980年（昭和55年）10月であった。
また、岡山駅開業のときに東京 - 名古屋間のみに縮小されていた「ひかり」と「こだま」の料金格差も、この時まとめて廃止にされている。

### 在来線
今回の改正では、山陽本線の優等列車が大規模に削減される一方で、九州各線などでは新幹線接続列車の新設がなされた。

#### 山陽本線
このころ国鉄の財政は厳しくなっていたため、今回の山陽新幹線開業に関しては在来線から新幹線に移行してもらうことによって増収を図ろうと考え、東海道新幹線の開業時より徹底した優等列車の整理が行われた。昼行の特急・急行列車は全廃され、代わりに快速列車網の整備が行われた。山陽本線優等列車沿革#山陽新幹線全線開業を詳しくは参照。

#### 九州各線
本州方面と九州各地を結んでいた「つばめ」・「かもめ」・「日向」・「桜島」・「高千穂」などの特急・急行列車が廃止されたことにより、その代替もかねて小倉駅・博多駅で新幹線と連絡する九州内の特急列車が大増発された。
鹿児島本線の「有明」はそれまでの3往復から10往復に、日豊本線の「にちりん」は1往復から8往復に増発。両者ともエル特急に指定された。また1972年3月15日国鉄ダイヤ改正以降小倉駅-博多駅間で運行されている特別快速の停車駅について、従来の戸畑、黒崎に、従来急行停車駅だった八幡、折尾が追加され、急行列車の統廃合を補完する形となった。
しかし、長崎本線・佐世保線では電化が完成していなかったことから今回は特急の設定が見送られ、急行列車「出島」・「弓張」が翌1976年（昭和51年）7月の電化まで新幹線連絡列車の役を務めることになった。

#### 山口線
小郡駅で接続する山口線では、小郡 - 米子・鳥取間に特急「おき」3往復が新設された。同線初の特急である。

#### 湖西線・北陸本線
前1974年（昭和49年）7月に山科 - 近江塩津間をそれまでの東海道本線・北陸本線経由と比べて19.5 km短絡する湖西線が開通していたが、同経路に優等列車の運行経路が改められたのはこのときであった。一部の急行列車を除いて同線経路に優等列車の経路が改められた結果、15分程度の時間短縮に貢献している。一方、急行列車のなかには湖西線経由に変更された列車もあるが、特急列車の増発で途中駅での待避が増えたこともあって時間短縮効果は打ち消され、急行列車の所要時間は米原駅経由の時代とほとんど変わらなかった。またこれによって優等列車の本数が減少した米原駅から北陸へ向かう新幹線接続特急を補うため、米原 - 金沢・富山間に「加越」6往復が新設され、名古屋始発の「しらさぎ」も2往復増発された。また、北陸本線の特急「雷鳥」、「しらさぎ」、「加越」に自由席が設けられ、エル特急に指定された。

#### 総武本線・成田線・鹿島線
前年10月26日に総武本線・成田線・鹿島線の電化が完成していたのを受け、急行「水郷」大半を廃止・格上げする形で東京 - 銚子間に特急「しおさい」が5往復、東京 - 鹿島神宮間に「あやめ」が4往復新設され、ともにエル特急とされた。ただしこの改正以降も、急行列車は1982年まで部分的に運行が継続された。

#### その他
- 今回の改正でも、概ね利用客数の多かった東京以北の特急列車や新幹線接続列車は増発の対象とされた。しかしながらこの後、国鉄利用客数はストライキの頻発化や運賃・料金の度重なる値上げが重なったことから減少に転じ、列車を整理する「減量ダイヤ改正」が以後の国鉄ダイヤ改正の中心になっていくことになる。また、この改正で青森 - 上野間の寝台特急「ゆうづる4号」（常磐線経由）が急行「八甲田」（東北本線経由）より所要時間が10分長いことが発覚し、さらに同じ特急でも、「ゆうづる」と「はくつる」（東北本線経由）で所要時間が2時間以上開きがあるなどし、乗客などから国鉄に苦情が寄せられた[1]。
- 旅客列車の機関車のヘッドマーク取り付けが中止された（東京機関区担当の列車・区間および一部のイベント・臨時列車を除く）。
- 寝台特急列車の食堂車は、東京駅発着の山陰・九州方面への列車を除いてすべて営業休止となった。